# Macon Trax
Die Macon Trax waren eine US-amerikanische Eishockeymannschaft aus Macon, Georgia. Das Team spielte von 2002 bis 2005 in diversen Profiligen. 

## Geschichte
Die Mannschaft wurde 2002 als Franchise der erstmals ausgetragenen Atlantic Coast Hockey League gegründet. In dieser belegten sie in ihrer Premierenspielzeit den dritten Platz und schieden in den Playoffs bereits in Runde eins aus. Nachdem die Liga nach nur einem Jahr wieder aufgelöst worden war, wechselte das Team in die World Hockey Association 2, in der man nach der regulären Saison den dritten Platz belegte und in den Playoffs im Finale den Jacksonville Barracudas in der Best-of-Three-Serie mit 0:2 Siegen unterlag. Auch die WHA2, die in Anlehnung an die World Hockey Association, die von 1972 bis 1979 in direkter Konkurrenz zur National Hockey League stand, benannt wurde, existierte nur eine Spielzeit lang. Erneut schlossen sich die Macon Trax deren Nachfolgeliga an und spielten in der Saison 2004/05 in der Southern Professional Hockey League. In dieser scheiterten sie erneut im Finale mit 0:2 Siegen, diesmal an den Columbus Cottonmouths. 
Im Anschluss an die Saison 2004/05 wurde das Franchise der Macon Trax aufgelöst.     

## Saisonstatistik
Abkürzungen: GP = Spiele, W = Siege, L = Niederlagen, T = Unentschieden, OTL = Niederlagen nach Overtime SOL = Niederlagen nach Shootout, Pts = Punkte, GF = Erzielte Tore, GA = Gegentore, PIM = Strafminuten
| Saison  | GP | W  | L  | T | OTL | SOL | Pts | GF  | GA  | Platz    | Playoffs                       |
| 2002/03 | 59 | 31 | 25 | — | —   | 3   | 57  | 214 | 202 | 3., ACHL | Niederlage in der ersten Runde |
| 2003/04 | 56 | 30 | 20 | — | 3   | 3   | 66  | 218 | 193 | 3., WHA2 | Niederlage im Finale           |
| 2004/05 | 56 | 33 | 23 | — | —   | —   | 66  | 220 | 199 | 3., SPHL | Niederlage im Finale           |